# 罗克卢姆
罗克卢姆是德国下萨克森州的一个市镇。总面积8.35平方公里，总人口460人，其中男性232人，女性228人（2011年12月31日），人口密度55人/平方公里。